# Victoria Longley
Victoria Constance Mary Longley (Sydney, 24 september 1960 - St Leonards (New South Wales), 29 augustus 2010) was een Australisch actrice. Zij stierf aan de gevolgen van borstkanker op 49-jarige leeftijd.

## Filmografie
- I Can't Get Started (1985)
- The More Things Change (1986)
- The Alien Years (1988)
- Celia (1989)
- Edens Lost (1991)
- Turtle Beach (1992)
- Corrupt Justice (1993)
- Dallas Doll (1994)
- Hayride to Hell (1995)
- Talk (1995)
- Diana & Me (1997)
- Finding Hope (2001)
- Happ Mother's Day (2001)
- BlackJack (2003)

## Televisieseries
- Land of Hope (1986)
- The Dirtwater Dynasty (1988)
- G.P. (1995)
- Mercury (1996)
- Murder Call (1997)
- Wildside (1997-1998)
- Water Rats (1999)
- All Saints (2000-2004)
- Farscape (2001)
- Young Lions (2002)